# Стен Смит
Стенли Роџер „Стен“ Смит (енгл. Stanley Roger "Stan" Smith; Пасадена, 14. децембар 1946) је бивши амерички тенисер.

## Каријера
Освајач је два гренд слем турнира у појединачној конкуренцији, а заједно у пару са Бобом Луцом је победио на 5 гренд слем турнира. Смит је 1970. године освојио Мастерс Гранд Прих. На крају 1972. је био бр. 1 у појединачној конкуренцији, али званична АТП листа се води од 1973. године и на њој је доспео до трећег места. Познат је и по Адидас Стен Смит, популарном бренду патика. Године 1987. примљен је у тениску Кућу славних.
Стен Смит је студирао на Универзитету Принстон где је играо за тамошњи тениски тим, тамо је упознао будућу супругу Марџори Генглер. С њом има четворо деце, од којих су се сво четворо такмичили у тенису као студенти.

## Гренд слем финала

### Појединачно 3 (2—1)
| Исход  | Година | Турнир   | Противник     | Резултат                |
| ------ | ------ | -------- | ------------- | ----------------------- |
| Пораз  | 1971   | Вимблдон | Џон Њуком     | 3–6, 7–5, 6–2, 4–6, 4–6 |
| Победа | 1971   | УС Опен  | Јан Кодеш     | 3–6, 6–3, 6–2, 7–6(5–3) |
| Победа | 1972   | Вимблдон | Илије Настасе | 4–6, 6–3, 6–3, 4–6, 7–5 |